# The Letter Black
The Letter Black (wcześniej znany jako Breaking the Silence) – amerykański zespół, stworzony w 2006 roku w Uniontown w stanie Pensylwania.

## Dyskografia

### Albumy studyjne
| Rok  | Tytuł                  | Pozycja na liście | Pozycja na liście |
| Rok  | Tytuł                  | US Billboard 200  | US Christian      |
| ---- | ---------------------- | ----------------- | ----------------- |
| 2007 | Stand                  | —                 | —                 |
| 2010 | Hanging On by a Thread | 183               | 10                |

### Mini-albumy
| Rok  | Tytuł                                  |
| ---- | -------------------------------------- |
| 2009 | Breaking the Silence EP                |
| 2011 | Hanging on by a Thread Sessions Vol. 1 |
| 2011 | Hanging on by a Thread Sessions Vol. 2 |

### Single
| Rok  | Tytuł                    | Album                   |
| ---- | ------------------------ | ----------------------- |
| 2009 | „Best of Me”             | Breaking the Silence EP |
| 2010 | „Hanging on by a Thread” | Hanging On by a Thread  |
| 2010 | „Believe”                | Hanging On by a Thread  |
| 2011 | „Fire with Fire”         | Hanging On by a Thread  |
| 2012 | „Sick Charade”           | —                       |